# Bisnode
Bisnode AB – szwedzkie przedsiębiorstwo zajmujące się gromadzeniem, opracowaniem i dostarczaniem informacji gospodarczej w postaci cyfrowej. Zostało założone w 1989 r. 70% akcji należy do Ratos, a 30% do Bonnier Group. Bisnode ma filie w 18 krajach Europy. Z jego usług korzysta ponad 150 tys. firm. W Polsce obecne jest od 1993 r., jego biura mieszczą się w Warszawie.